# Homalium kanaliense
Homalium kanaliense är en videväxtart som först beskrevs av Eugène Vieillard, och fick sitt nu gällande namn av Briquet. Homalium kanaliense ingår i släktet Homalium och familjen videväxter. Utöver nominatformen finns också underarten H. k. boulindae.